# Monte Vermio
El monte Vermio (en griego: Βέρμιον, katharévousa: Βέρμιον, Vérmion), antiguo Bermión (en griego antiguo: Βέρμιον) o Bermios (Βέρμιος), es una montaña y cordillera de Macedonia, en el norte de Grecia. Tiene una altura de 2052 metros  (2058 metros según otra fuente).

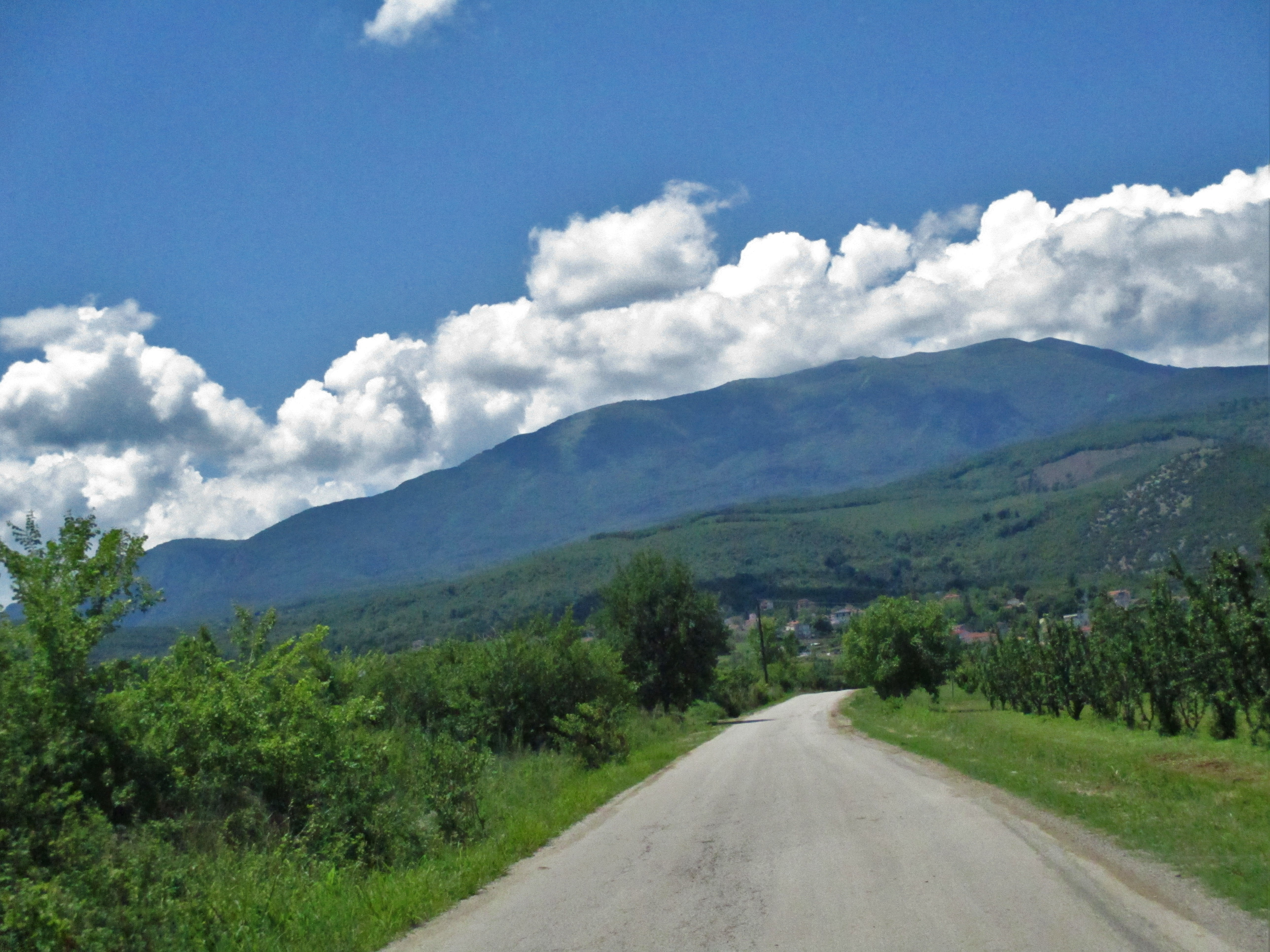
Monte Vermio

Se encuentra en la frontera entre  Emacia de Macedonia Central y Kozani de Macedonia Occidental, a unos 25 km al noroeste de Veria en línea recta. El pico más alto de la montaña se llama Chamítis (Χαμίτης). Otro pico es Xirovoúni (Ξηροβούνι, de 1804 m). En el monte Vermio se encuentran las estaciones de esquí de Pigadia, Sél y Chrysó Eláf.
El municipio de Eordía, parte del municipio de Vermio, antiguo municipio independiente, toma su nombre del monte.